# La Vie telle qu'elle est
La Vie telle qu'elle est (o Scènes de La Vie telle qu'elle est) és una sèrie de pel·lícules dirigides per Louis Feuillade  entre 1911 i 1913.
Aquesta sèrie segueix la sèrie anterior de pel·lícules estètiques, ja que la moda de les pel·lícules d'art ha passat. Feuillade va decidir llavors tornar a un cert realisme. Les pel·lícules són drames destinats a emocionar la gent o transmetre una moral.
Es va inspirar en una sèrie de pel·lícules americanes, llançades el 1908 i produïdes per Vitagraph : les Scènes de la vie réelle.
Entre les característiques de la sèrie també trobem:
- la presència d'un grup d'actors (entre ells: Renée Carl i Suzanne Grandais)
- una actuació sòbria
- l'ús de primers plans
- simplificació d'escenografia i vestuari
- escenaris sorgits de la vida moderna.

## Llista de pel·lícules
- 1911 : Les Vipères
- 1911 : Le Mariage de l'aînée
- 1911 : Le Roi Lear au village
- 1911 : En grève
- 1911 : Le Bas de laine
- 1911 : La Tare
- 1911 : Le Poison
- 1911 : La Souris blanche
- 1911 : Le Trust ou les Batailles de l'argent
- 1911 : Le Chef-lieu de canton
- 1911 : Le Destin des mères
- 1911 : Tant que vous serez heureux
- 1912 : L'Accident
- 1912 : Les Braves Gens
- 1912 : Le Nain
- 1912 : Le Pont sur l'abîme
- 1913 : S'affranchir